# Kamow Ka-90
Der Kamow Ka-90 ist ein projektierter Hochgeschwindigkeitshubschrauber von Kamow, dessen Modell im April 2008 auf der Messe HeliRussia 2008 ausgestellt wurde. Die konstruktive Auslegung des Konzepts entspricht dem eines Wandelflugzeugs mit Staurotor. Damit soll das Starten und Landen wie ein Hubschrauber erfolgen, während im Reiseflug ein Strahltriebwerk für den Vortrieb sorgt. Der Chefkonstrukteur des Unternehmens, Sergei Mikheyew, sagte, dass das Projekt 1985 begonnen wurde.
Im Dezember 2017 bestätigte Oleg Zheltow, der Leiter des Kamow-Konstruktionsbüros, dass die Arbeiten am Ka-90 weiterhin im Gange sind, und der aktuelle Entwicklungsstand Forschungen an Konzeptmodellen und Windkanaluntersuchungen umfasst.